# Lokalstøttecenter Vestsjælland
Lokalstøttecenter Vestsjælland (LSC VS) er et af Forsvarets Bygnings- og Etablissementstjenestes regionale lokalstøttecentre beliggende på Vestsjælland. Centret er etableret i 2007.

## Regionale enheder
LSC VS omfatter følgende etablissementer med Lokalestøtteelementer (LSE):
- Sjællands Odde
- Kongsøre
- Slipshavn
- Korsør
- Slagelse
- Ringsted
- Vordingborg
- Stensved